# Caragoler negre
El caragoler negre (Helicolestes hamatus) és un ocell rapinyaire de la família dels accipítrids (Accipitridae) i única espècie del gènere Helicolestes. Habita zones boscoses a prop de rius o llacs des de Panamà cap al sud per Colòmbia, Veneçuela, Guyana, nord de Surinam, Brasil amazònic, est del Perú i nord de Bolívia. El seu estat de conservació es considera de risc mínim.